# 能兴集团
能兴集团（Nenking Group），也称南海能兴（Nanhai Nenking），1998年由中国商人钟乃雄创立，是一家总部设在佛山，经营地产、物业、金融服务、体育文化、生物制药、对外投资、贸易采购的企业集团，业务主要覆盖中国珠三角地区。
能兴热衷于体育文化事业，经营着自己的CBA球队「广州龙狮」，同时是香港體育俱樂部「东方体育會」旗下足球队和籃球隊的冠名赞助商，并于2018年开始涉足电竞业，取得「守望先锋联赛」广州席位及其特许经营权，并以此为基础组建了「广州冲锋」。

## 历史
- 1993年，广东能兴房地产开发有限公司成立，此为能兴集团的前身。[3]

- 1998年3月28日，能兴控股集团有限公司成立。

- 2010年，能兴收购陕西男篮，并将其更名为「佛山龙狮」。[4][5]

- 2016年8月12日，香港著名體育会东方体育会召开发布会，宣布与能兴达成长期合作协议，能兴取得东方体育会及其旗下足球队和篮球队的冠名权。[6]东方此前面临财政危机，能兴充当白武士为东方注资超過3000万港元。[7]

- 2017年3月7日，《胡润全球富豪榜2017》发布。能兴集团创办人及董事长钟乃雄以15亿美元（约105亿元人民币）初次登榜，排名1479。[8][9]

- 2018年8月3日，暴雪娱乐宣布与能兴签约，能兴获得「守望先锋联赛」广州席位及其特许经营权。[10]能兴该项投资由龙狮篮球俱乐部运营负责人、能兴集团副总裁肖阳所决定，被中国电竞界视为行业走向职业化、商业化正轨的一个里程碑事件。[11][12]

- 2018年11月9日，能兴发布广州「守望先锋联赛」战队品牌「广州冲锋（Guangzhou Charge）」。[13]

## 业务
- 地产（怡翠地产）
  - 广东能兴房地产开发有限公司
- 物业（能兴物业）
  - 佛山市南海能兴物业管理有限公司
- 金融服务
  - 佛山南海友诚小额贷款有限公司
- 体育文化
  - 足球
    - （法國乙組聯賽）
    - 东方龙狮 （香港超級聯賽）（冠名、主赞助）[6][7]

  - 籃球
    - 佛山龙狮（CBA聯賽）[4][5]
    - 东方龙狮（ABL聯賽，香港甲一聯賽）（冠名、主赞助）[6][7]
    - 澳門黑熊（ABL聯賽）[14]

  - 電子競技
    - 廣州衝鋒[10][13]

  - 場館
    - 佛山國際體育文化演藝中心
    - 天河體育場
    - 籃戰[15]
- 生物制药
  - 南海朗肽制药有限公司
- 对外投资
  - 第一创业证券股份有限公司
  - 南海农商银行
- 贸易采购
  - 广东能兴进出口有限公司